# Mário Pires
Pour les articles homonymes, voir Pires.
Mário Pires né en 1949, est un homme politique bissau-guinéen qui a été Premier ministre de 2002 à 2003.
Il est membre du Parti du renouveau social (PRS).

## Biographie
Mário Pires a pris ses fonctions de Premier ministre le 17 novembre 2002, lorsqu'il a été nommé par le président Kumba Ialá après que ce dernier ait dissous l'Assemblée populaire nationale et convoqué des élections législatives anticipées. Ces élections, qui devaient initialement se tenir dans un délai de 90 jours, ont ensuite été reportées de février 2003 à avril, puis à juillet puis au 12 octobre 2003. Après que la commission électorale a annoncé en septembre qu'elle ne pourrait pas terminer l'inscription des électeurs à temps pour respecter la date prévue en octobre, l'armée a pris le pouvoir lors d'un coup d'État le 14 septembre 2003, destituant Ialá et Pires de leurs fonctions. Avant le coup d’État, Pires avait prévenu qu’une nouvelle guerre civile éclaterait si l’opposition remportait les élections.
Pires a ensuite été nommé à la tête de la Société d'électricité et d'eau de Guinée-Bissau (EAGB).